# Sốt Haverhill
Bệnh sốt Haverhill hay còn gọi là sốt do chuột cắn với căn nguyên là Streptobacillus moniliformis được mô tả tại Ấn Độ 2000 năm trước và nó là bệnh phổ biến hơn Sodoku. Năm 1926, Streptobacillus moniliformis được xác định là nguyên nhân gây bệnh tại thị trấn Haverhill, bang Massachusetts. Đây là một trong hai hình thức phổ biến của bệnh sốt chuột cắn (RBF).

## Dịch tễ
Streptobacillus moniliformis là trực khuẩn gram âm, ưa khí, không di động, không có vỏ bao, đa hình thể. Chúng thường có hình cầu, hình oval, hình thoi, trong một số trường hợp chúng cuộn thành hình khối. Chúng được tìm thấy trong mũi hầu của chuột. Bệnh xuất hiện rải rác ở một số các gia đình nghèo. Sốt Haverhill có thể thấy ở các vùng khác nhau trên thế giới nhưng hay gặp nhất là ở Mỹ và đôi khi gặp ở châu Âu.
Sự lây truyền sang người trực tiếp thông qua vết cắn hoặc vết cào của chuột và bởi ăn các thức ăn chưa được nấu chín hoặc nguồn nước có lẫn nước tiểu của chuột bị bệnh, hoặc gián tiếp thông qua việc tiếp xúc giữa bàn tay không được bảo vệ với các con chuột bị ốm, chết trong phòng thí nghiệm. Streptobacillus moniliformis có thể xâm nhập vào người qua da lành.

## Lâm sàng
Thời gian ủ bệnh từ 3-10 ngày. Bệnh xuất hiện đột ngột với hội chứng nhiễm trùng, biểu hiện sốt cao trên 400C, gai rét, đau đầu. Khi Streptobacillus moniliformis lây qua đường tiêu hóa, bệnh nhân sẽ có các triệu chứng của đường tiêu hóa như: buồn nôn, nôn. Đau cơ, đau khớp có thể xuất hiện với đặc điểm đau di chuyển từ khớp này sang khớp khác. Trong suốt quá trình mắc bệnh, hội chứng nhiễm trùng xuất hiện dai dẳng, gián đoạn.
Triệu chứng trên da với biểu hiện các ban xuất huyết ở gan bàn chân, gan bàn tay. Một nửa số bệnh nhân có biểu hiện như viêm khớp dạng thấp hoặc viêm khớp nhiễm trùng không đối xứng, tập trung ở các khớp lớn. Biểu hiện sốt sẽ giảm dần sau 3-5 ngày thậm chí không cần điều trị kháng sinh, các biểu hiện của khớp cũng biến mất trong khoảng 10-14 ngày. Biến chứng: viêm nội tâm mạc, nhồi máu cơ tim, viêm màng ngoài tim, viêm phổi, viêm màng não, hội chứng thiếu máu.
Ở người, sốt do chuột cắn gây ra bởi Streptobacillus moniliformis được chẩn đoán thông qua cấy máu, dịch khớp, dịch rỉ từ vết thương. Phụ thuộc vào môi trường nuôi cấy, vi khuẩn có thể mọc đơn độc hoặc thành từng chuỗi. S.moniliformis phát triển khó và phải được nuôi cấy trong môi trường có 20% huyết thanh, máu hoặc dịch cổ trướng. Phương pháp gây nhiễm cho động vật gặm nhấm cũng được sử dụng trong chẩn đoán, chẩn đoán bằng huyết thanh.